# Saint-Thomas-d'Aquin
Saint-Thomas-d'Aquin är en kyrkobyggnad i Paris, helgad åt den helige Thomas av Aquino (1225–1274). Kyrkan, som är uppförd i barockstil, är belägen vid Place Saint-Thomas-d'Aquin i Paris sjunde arrondissement. 

## Bilder

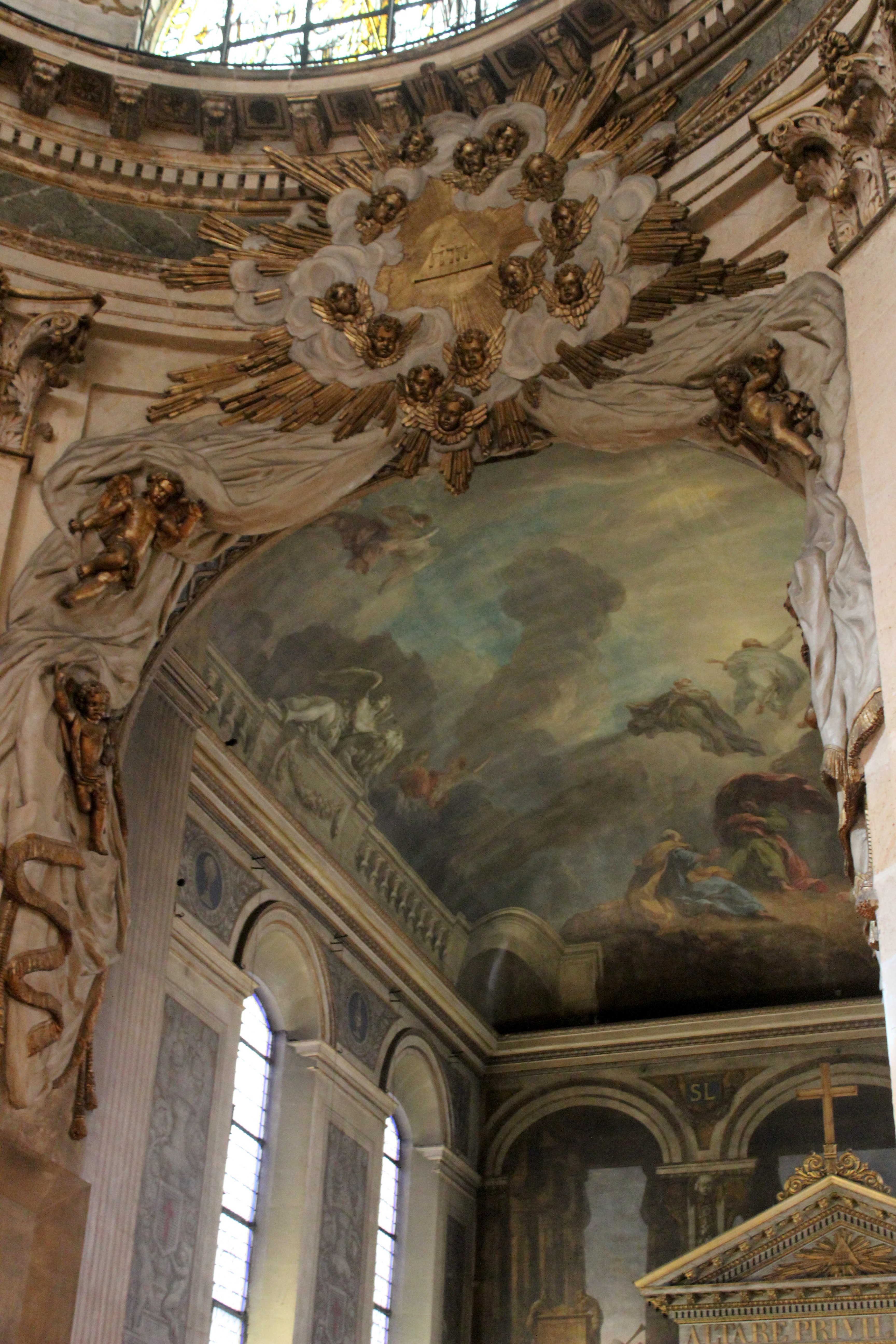
Blick in i Chapelle Saint-Louis.